# Jesper Lagergren
Jesper Harald Fredrik Lagergren, född 15 september 1963 i Fagersta, är en svensk läkare och professor i kirurgi vid Karolinska Institutet och Karolinska Universitetssjukhuset samt är på deltid även professor och överläkare vid King’s College London och Guy's and St Thomas' NHS Foundation Trust i London.
Lagergren tog läkarexamen 1989 och blev specialist i kirurgi år 1996. Han disputerade 1999 vid Karolinska institutet på en avhandling om riskfaktorer för matstrupscancer. 2001 blev han docent i kirurgi och två år senare universitetslektor vid Karolinska institutet. Den 1 februari 2006 utnämndes han till professor i kirurgi med inriktning mot klinisk epidemiologi vid Karolinska institutet. Han har tilldelats flera priser och utmärkelser, t.ex. United European Gastroenterology (UEG) Research Prize år 2017, Skandias Lennart Levi-pris 2011, Distinguished Professor Award 2009 och Axel Hirschs Pris i Cancerforskning 2002. Lagergren är medlem i Nobelförsamlingen som utser Nobelpristagare för Nobelpriset i fysiologi eller medicin.
Lagergren leder stora forskargrupper vid Institutionen för molekylär medicin och kirurgi, Karolinska Institutet samt School of Cancer and Pharmaceutical Sciences, King’s College London. Hans forskning och klinik fokuserar på sjukdomar inom matstrupe och magsäck, främst cancer. 
Han är gift med professor Pernilla Lagergren.